# Gölle
Gölle é um município da Hungria, situado no condado de Somogy. Tem 44,69 km² de área e sua população em 2019 foi estimada em 915 habitantes.